# Spacetoon
Spacetoon — арабский мультипликационный телеканал, который специализируется на анимационных и детских программах. Он начал вещание в марте 2000 года со штаб-квартирой в Дамаске и Дубае.
У группы Spacetoon было три ныне несуществующих канала в арабском мире, кроме основного всё ещё существующего канала Spacetoon: Space Power TV, Spacetoon Radio и Spacetoon English.
Основной индонезийский канал начал транслироваться 24 марта 2005 года в Джакарте, позже стал NET. И его трансляция остаётся на спутниковом эфире. В настоящее время существует три канала Spacetoon в Индонезии, Spacetoon, Space Shopping и Spacetoon Plus. В Индии Spacetoon India существует как лицензионная компания, но не как телеканал. В Южной Корее Spacetoon запущен в 2005 году, но с тех пор закрыт.

## История

### Арабский мир
В 1999 году Бахрейнская радио и телевизионная корпорация официально подписала соглашение о трансляции канала, который специализируется на мультяшном канале для детей. 27 марта 2000 года Spacetoon официально запустил, но блок времени всего шесть часов в день. Согласно заявлению министерства, он оставался на два года, до января 2002 года, когда контракт был прекращен. Позже
они создали Spacetoon в качестве независимого канала.

### Индонезия
В Индонезии Spacetoon официально стартовал 24 марта 2005 года. Станция была основана Х. Сукойо, бывшим руководителем TV7. Когда он был запущен, Spacetoon транслировался с 6 до 9:30 вечера. WIB. Позже был продлен с 5 утра до 11 вечера. WIB. Перерыв, когда программа закончилась, наполненная анимацией, песнями и сообщением для детей за 10 минут. В середине 2011 года, из-за финансовых проблем, Spacetoon начал вещание некоторых программ для домашних покупок и альтернативной медицины. В марте 2013 года 95 % акций Spacetoon были приобретены NET. Наконец, 18 мая 2013 года Spacetoon официально закрылся для наземных, чтобы освободить место для NET. В наземной сети, в то время как Spacetoon, транслируемый в Индонезии, по-прежнему остается на спутниковом эфире. В сентябре 2014 года Spacetoon разделился на два канала: Spacetoon и Spacetoon 2. Разница Spacetoon 2 транслирует больше мультфильма и анимации, чем Spacetoon, хотя все ещё транслирует некоторые программы для домашних покупок. В мае 2016 года Spacetoon добавляет один канал, Spacetoon 3, был более ясным, чем Spacetoon и Spacetoon 2. Spacetoon 3 закрылся в октябре того же года. В ноябре 2016 года Spacetoon 2 официально переименован в Space Shopping. Причина в том, что многие программы для домашних покупок транслировали слишком много доходов на самом канале, потому что они имеют небольшой доход. В настоящее время Spacetoon имеет три канала в Индонезии: Spacetoon, Space Shopping и Spacetoon Plus.